# Acronis
Acronis International GmbH, chiamata semplicemente Acronis, è un'azienda tecnologica globale con sede centrale a Sciaffusa, in Svizzera, e sede globale a Singapore. Acronis sviluppa software on premise e cloud con un'integrazione unica di backup, disaster recovery, cybersecurity e gestione degli endpoint. Acronis ha 18 uffici in tutto il mondo. I suoi centri di ricerca e sviluppo, Acronis Labs, hanno sede in Bulgaria, negli Stati Uniti e a Singapore. 
Acronis ha 54 datacenter cloud in tutto il mondo, tra cui Stati Uniti, Francia, Singapore, Giappone e Germania.

## Storia
Acronis è stata fondata da Serg Bell, Ilya Zubarev, Stanislav Protassov e Max Tsyplyaev nel 2001 come business unit all'interno di SWsoft. Nel 2003, Acronis è stata scorporata come una società separata. La società si è spostata da un focus su software di partizionamento del disco e boot loader per concentrarsi su software di backup e disaster recovery basato sulla tecnologia di imaging del disco.
Nel 2006, SWsoft ha collaborato con Acronis per rivendere Acronis True Image Server per il software del pannello di controllo SWsoft Plesk 8.1. Il software è autonomo e funziona con altri pannelli di controllo, il che permette ai fornitori di servizi di offrire capacità di backup e recupero con pacchetti di hosting dedicati.
Nel settembre 2012, Acronis ha acquisito GroupLogic, Inc., che ha permesso ad Acronis di integrare i dispositivi mobili, tra cui Apple, in ambienti aziendali attraverso l'acquisizione del software che ha formato Acronis Access Advanced. L'acquisizione ha ampliato la protezione dei dati di Acronis sui dispositivi mobili. GroupLogic ha ottenuto l'accesso alla base di clienti di Acronis.
Nel maggio 2013, il co-fondatore e direttore del consiglio di amministrazione, Serg Bell, è tornato come CEO dopo aver lavorato su altre iniziative. Nel dicembre dello stesso anno, Acronis ha annunciato il lancio di un'ala ufficiale di ricerca e sviluppo, Acronis Labs.
Acronis ha vinto il premio Mobility Product of the Year ai Network Computing Awards nel 2014. Nel 2014, Acronis ha acquisito BackupAgent, una società di backup in cloud, e nScaled, una società di software di disaster recovery.
Il Global Partner Program attraverso Acronis è stato lanciato nel marzo 2015. Il programma dà alle aziende partner l'accesso all'Acronis AnyData Engine. Sempre nel 2015, Acronis ha vinto il ChannelPro Readers' Choice Award per il miglior fornitore di backup e disaster recovery. Nel luglio 2015, Acronis ha annunciato una partnership con ProfitBrick per rendere disponibile Acronis Backup Cloud per la piattaforma di cloud computing di ProfitBrick. Nel 2019, è stato annunciato che Acronis avrebbe sponsorizzato il ROKiT Williams F1 Team e SportPesa Racing Point. Acronis è stato il vincitore del Gold Stevie Award sotto la categoria Premi per l'innovazione nello sviluppo tecnologico ai 2019 Asia-Pacific Stevie Awards.
Nel 2019, l'azienda ha acquisito 5nine Software, una società di gestione e sicurezza del cloud. Nel 2020, l'azienda ha acquisito la soluzione per la prevenzione della perdita di dati DeviceLock. I responsabili di Acronis (Steiner nel 2019, Magdanurov nel 2020) hanno confermato i loro piani per integrare nel tempo le funzionalità di entrambi i prodotti nel portale Acronis Cyber Cloud Solutions.
Nel luglio 2021, il fondatore e CEO Serg Bell si è dimesso volontariamente dal suo ruolo ed è stato sostituito da Patrick Pulvermueller - ex presidente di GoDaddy. Nel mese di ottobre 2021, Acronis ha collaborato con Addigy, fornitore della piattaforma di gestione dispositivi Apple basata su cloud, per la sua ultima integrazione di Acronis Cyber Protect Cloud.

## Prodotti attuali

### Acronis Cyber Protect
Acronis Cyber Protect è un prodotto che integra il backup, l'antimalware avanzato e la gestione della protezione degli endpoint in un'unica soluzione. Elimina la complessità e i rischi associati a soluzioni non integrate. Il prodotto aumenta l'affidabilità e diminuisce il tempo richiesto per imparare, distribuire e mantenere le soluzioni.

### Acronis Cyber Disaster Recovery
Acronis Cyber Disaster Recovery è realizzato su Acronis Cyber Backup e utilizza le tecnologie Acronis Cyber Cloud. Protegge i carichi di lavoro critici e recupera le applicazioni aziendali critiche. Il prodotto fornisce una soluzione all-in-one di backup, archiviazione e disaster recovery con protezione proattiva dalle minacce informatiche basata sull'IA. Permette ai generalisti IT di configurare il server di recupero basato sul cloud, compresa la configurazione della rete, il test di failover e il failback.

### Acronis Cyber Files
Acronis Cyber Files è un prodotto che fornisce all'IT il controllo completo sui contenuti aziendali per garantire la sicurezza, mantenere la conformità e consentire il BYOD. [25] È una soluzione sicura per la sincronizzazione e la condivisione dei file. Il prodotto è progettato per le organizzazioni aziendali per trasformare i dispositivi mobili, compreso il BYOD, in un'estensione naturale del business. I dipendenti possono utilizzare qualsiasi dispositivo per accedere, creare e modificare i contenuti aziendali e condividere in modo sicuro i documenti con altri dipendenti, clienti, partner e fornitori.

### Acronis Cyber Cloud Storage
Acronis Cyber Cloud Storage è un abbonamento cloud che trasforma Acronis Cyber Backup in un backup ibrido locale o cloud. Permette di eseguire facilmente il backup di dischi, partizioni e file nell'archiviazione sicura di Acronis in un datacenter remoto e di ripristinare rapidamente file selezionati, cartelle, applicazioni o un intero sistema.

### Acronis Files Connect
Acronis Files Connect è un server AFP che gira su un server Windows e permette ai Mac di connettersi a condivisioni di file e NAS tramite Apple Filing Protocol (AFP). Acronis Files Connect riduce i bug del protocollo SMB, i problemi di prestazioni e compatibilità, la corruzione dei file, i problemi di permessi, i collegamenti non funzionali di Windows e altro. Con Acronis Files Connect, i Mac possono connettersi alle condivisioni di file tramite AFP o SMB ed eseguire ricerche Spotlight su nomi di file e contenuti utilizzando un'applicazione Mac o il finder predefinito.

### Acronis MassTransit
Acronis MassTransit è una soluzione di trasferimento di file gestita per la pubblicità, la produzione cinematografica, la stampa, l'editoria e le industrie sanitarie. [32] Il prodotto fornisce supporto FTP e SFTP, trasferimenti di file ad hoc, notifiche e avvisi, e supporto browser web per i trasferimenti di file.

### Acronis VSS Doctor
Acronis Cyber Cloud è un prodotto che consente ai fornitori di servizi di fornire protezione informatica utilizzando un metodo facile e sicuro.  Con questo Software-as-a-Service (SaaS), i fornitori ottengono l'accesso al backup ibrido del cloud, al disaster recovery, alla sincronizzazione dei file e ai servizi di condivisione, alla protezione ransomware basata sull'intelligenza artificiale e ai servizi di autenticazione e firma elettronica dei file basati su blockchain, il tutto gestito da un'unica console. Acronis Cyber Cloud include un API RESTful che consente ai fornitori di servizi di automatizzare le attività e sfruttare le integrazioni pre-costruite.

### Acronis Cyber Protect Cloud
Acronis Cyber Protect Cloud unisce in un'unica soluzione una tecnologia di backup e disaster recovery, un anti-malware potenziato con l'intelligenza delle macchine e la gestione della protezione degli endpoint.  Fornisce capacità di backup, prevenzione, rilevamento, risposta, recupero e forense. L'integrazione e l'automazione facilitano i fornitori di servizi.

### Acronis Cyber Protect Home Office
Acronis Cyber Protect Home Office è un software di backup che utilizza la tecnologia di backup di imaging. Integra il backup e la cybersicurezza in uno che protegge il sistema dal ransomware. Acronis Cyber Protect Home Office supporta i dispositivi Windows, macOS, Android e iOS.